# Gesloten spel
Een gesloten spel is in het schaken een bepaald type schaakopening, dat valt onder de damepionopeningen. Het gaat hier om een schaakpartij die begint met 1.d2-d4 d7-d5.
De meest voorkomende gesloten spelen zijn:
| Damegambiet                | 1.d4 d5 2.c4 onderverdeeld in                        |
| . . aangenomen damegambiet | . . 1.d4 d5 2.c4 dc                                  |
| . . geweigerd damegambiet  | . . 1.d4 d5 2.c4 gevolgd door andere zet dan 2... dc |
| Slavisch                   | 1.d4 d5 2.c4 c6                                      |
| Tarrasch                   | 1.d4 d5 2.c4 e6 3.Pc3 c5                             |
| Collesysteem               | 1.d4 d5 2.Pf3                                        |
| Zukertort                  | 1.d4 d5 2.Pf3 Pf6 3.e3 e6 4.Pbd2 c5 5.b3             |
| Stonewallsysteem           | 1.d4 d5 2.e3 Pf6 en nu bv. 3.Ld3 c5 4.c3             |
| Chigorin                   | 1.d4 d5 2.Pc3                                        |
| Loperaanval                | 1.d4 d5 2.Lg5                                        |
| Masonvariant               | 1.d4 d5 2.Lf4 c5                                     |

Binnen de gesloten spelen, is er een groot aantal gambieten bekend; zie hiervoor: gambieten in gesloten spelen.
Enkele minder vaak op het schaakbord verschijnende gesloten spelen zijn:
| Blackmar-Diemergambiet  | 1.d4 d5 2.e4 met de subvarianten            |  |
| . .Lemberg-tegengambiet | 1.d4 d5 2.e4 de 3.Pc3 e5                    |  |
| . .Fritzaanval          | 1.d4 d5 2.e4 de 3.Lc4                       |  |
| . .Popiel               | 1.d4 d5 2.e4 de 3.Pc3 Pf6 4.Lg5             |  |
| . .Bogoljubov           | 1.d4 d5 2.e4 de 3.Pc3 Pf6 4.f3 ef 5.Pf3 g6  |  |
| . .Euwe                 | 1.d4 d5 2.e4 de 3.Pc3 Pf6 4.f3 ef 5.Pf3 e6  |  |
| . .Tartakower           | 1.d4 d5 2.e4 de 3.Pc3 Pf6 4.f3 ef 5.Pf3 Lf5 |  |
| . .Teichmann            | 1.d4 d5 2.e4 de 3.Pc3 Pf6 4.f3 ef 5.Pf3 Lg4 |  |